# Mölndal
För andra betydelser, se Mölndal (olika betydelser).

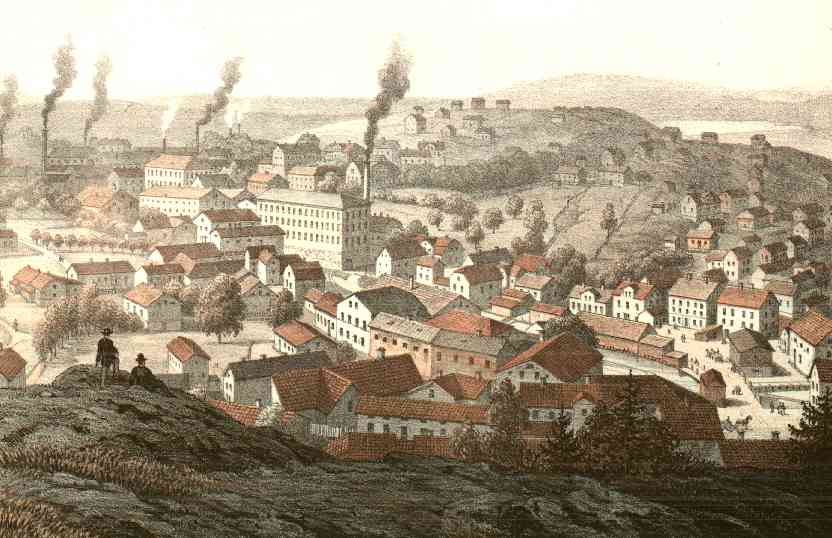
Mölndal på 1870-talet. Ur Sveriges industriella etablissementer. Tecknade av Gustaf Pabst. Stockholm 1872-79.

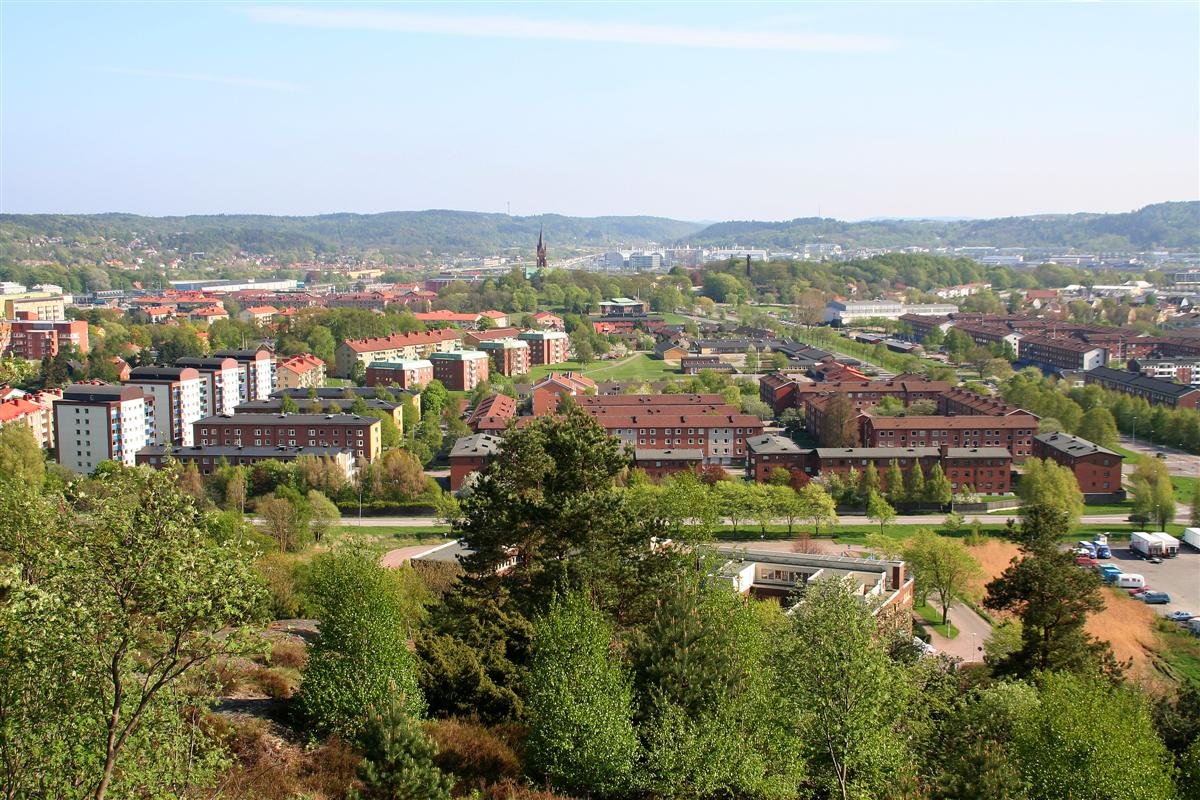
Mölndal år 2006. Flervåningshus och grönområden dominerar samhället.

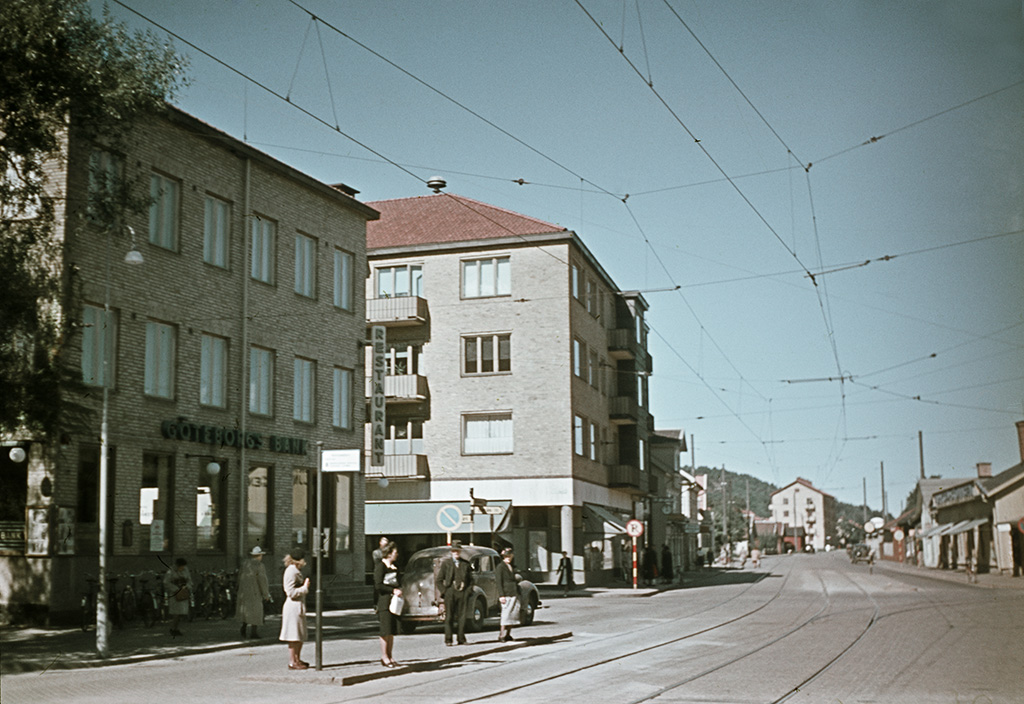
Göteborgsvägen i Mölndal, 1945.

Mölndal är centralort i Mölndals kommun, och en del av tätorten Göteborg. Namnet kommer från de kvarnar som från medeltiden fanns vid forsarna i Mölndalsån.
I Mölndal ligger travbanan Åbytravet, Mölndals sjukhus och 1700-talsanläggningen Gunnebo slott och Trädgårdar. På ett berg ligger Fässbergs kyrka.

## Historia
Mölndal var ursprungligen namnet på bebyggelsen kring Mölndalsåns fors (Mölndalsfallen), där det fanns en liten by med fyra hemman. 
Förleden möln- i namnet Mölndal kommer av det fornsvenska mølna (jämför; mala), med betydelsen kvarn och syftar på just de kvarnar i Mölndals forsar som varit i bruk, sedan främst 1600-talet. Med efterleden -dal blir betydelsen kvarndalen. Namnformerna har bland andra varit: Mølnadalaa 1406, vidare Möldall 1530, Möllendall 1567 och Möllnedaalls 1638.
Mölndal var en kvarnby ända till 1930, vilket var det sista året det maldes mjöl i kommunen, men den gamla kvarnbyn finns kvar med många K-märkta hus och industrier. Fler än sextio historiska kvarnar är kända till namnet.
Mölndals utveckling till industristad började redan på 1600-talet. Först kom pappersindustri, senare också oljeslageri och textilindustri. Den goda tillgången på vatten var en fördel för industrin. Den gamla kvarnbyn växte, bostadsområden uppstod i Krokslätt och Toltorpsdalen. 

### Administrativa tillhörigheter
Mölndal var beläget i Fässbergs socken och ingick efter kommunreformen 1862 i Fässbergs landskommun där Mölndals municipalsamhälle inrättades 7 juli 1911. 1922 bildades Mölndals stad genom en ombildning av Fässbergs socken/landskommun med municipalsamhället. 1971 uppgick stadskommunen i Mölndals kommun med Mölndal som centralort. Mölndals bebyggelse hade redan före 1971 växt samman med bebyggelsen i Göteborg och betraktades från etableringen av tätortsbegreppet 1960 som en del av tätorten Göteborg.
I kyrkligt hänseende har centrala Mölndal alltid hört till Fässbergs församling som mellan 1922 och 1977 benämndes Mölndals församling. Östra delen av tätorten hör sedan 1977 till Stensjöns församling.
Orten ingick till 1888 i Askims tingslag, därefter till 1955 i Askims, Hisings och Sävedals tingslag och slutligen till 1971 i Askims och Mölndals tingslag. Från 1971 till 2009 ingick Mölndal i Mölndals domsaga och orten ingår sedan 2009 i Göteborgs domsaga.

### Befolkningsutveckling
| Befolkningsutvecklingen i Mölndal 1900–1900 | Befolkningsutvecklingen i Mölndal 1900–1900 | Befolkningsutvecklingen i Mölndal 1900–1900 | Befolkningsutvecklingen i Mölndal 1900–1900 | Befolkningsutvecklingen i Mölndal 1900–1900 |
| ------------------------------------------- | ------------------------------------------- | ------------------------------------------- | ------------------------------------------- | ------------------------------------------- |
|                                             |                                             |                                             |                                             |                                             |
| År                                          |                                             |                                             | Folkmängd                                   |                                             |
| 1900                                        | 1900                                        |                                             | 3 940                                       | †                                           |
| † Som köpingsliknande samhälle 1900.        |                                             |                                             |                                             |                                             |

## Stadsbild
När Mölndal fick stadsrättigheter hade den en ganska spridd bebyggelse, men nu har stadsdelarna vuxit samman med Fässbergs kyrka och Mölndalsbro som centrum
Bosgården är en av Mölndals många stadsdelar. Toltorpsdalen är en dalsänka och ett bostadsområde. Området ligger mellan Änggårdsbergen (även Östra Bergen), Safjället och Björkåsbergen. Genomfartsleden Toltorpsgatan förbinder området med Södermalm och Sahlgrenska i nordväst, med de centrala delarna av Mölndal i sydost. Området är bebyggt med mestadels fristående villor. Kikås är en stadsdel i Mölndal som består av en kulle som sticker upp i östra delen av Mölndal. Andra stadsdelar är Helenevik, Ormås, Enerbacken, Kvarnbyn, Stensjöbacke, Solängen, Krokslätt, Lackarebäck, Åbro och Åby.
Vid sitt sammanträde i maj 1988, beslutade kommunfullmäktige om att överlåta 22 400 kvadratmeter mark till Göteborgs kommun mot att Göteborgs kommun överlät 77 000 kvadratmeter av Eklanda till Mölndals kommun. Ett avtal mellan kommunerna reglerade att Göteborgs kommun skulle projektera, bygga och bekosta den del av Frölundagatan, som efter gränsjusteringen låg i Göteborgs kommun.

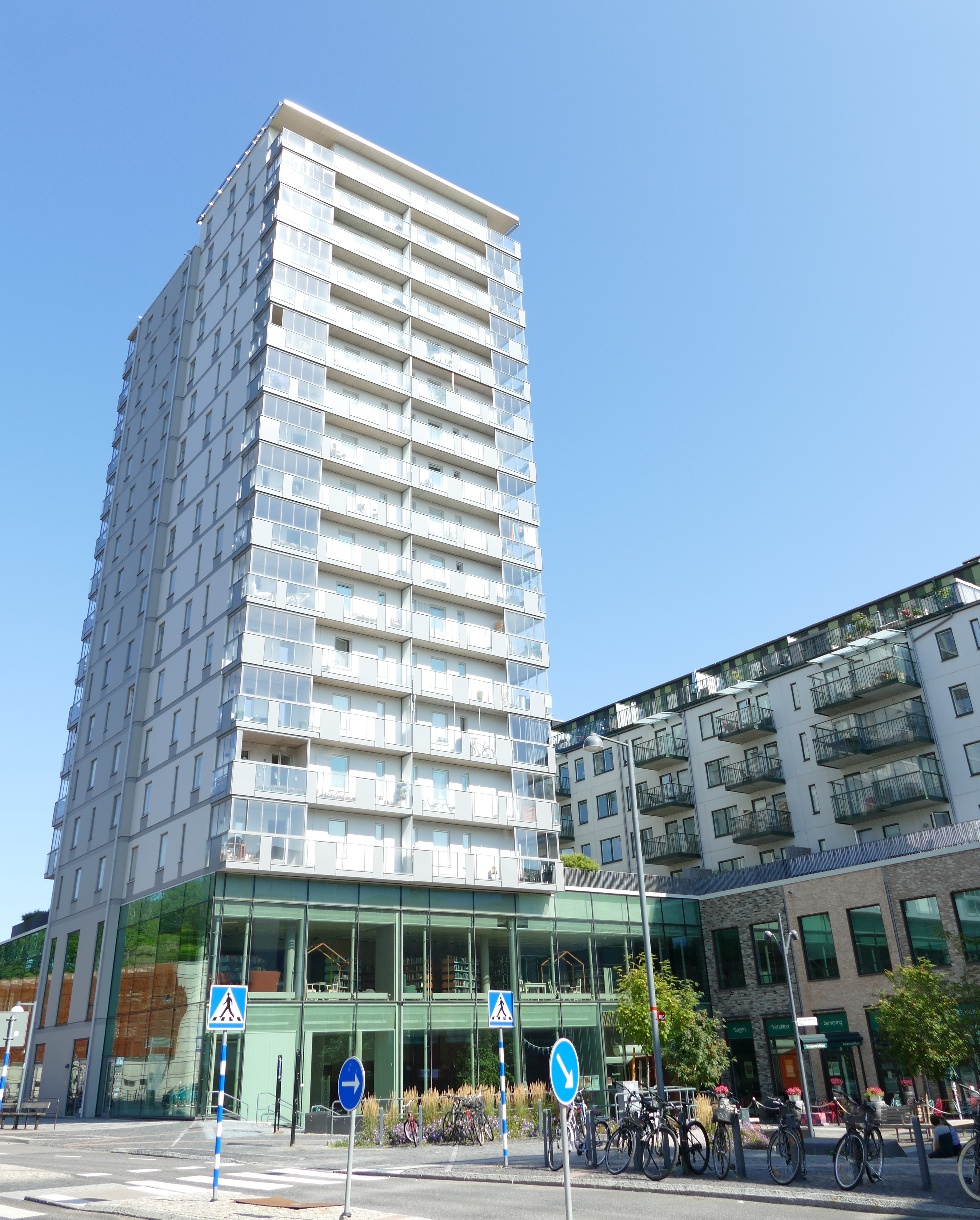
Mölndals stadsbibliotek
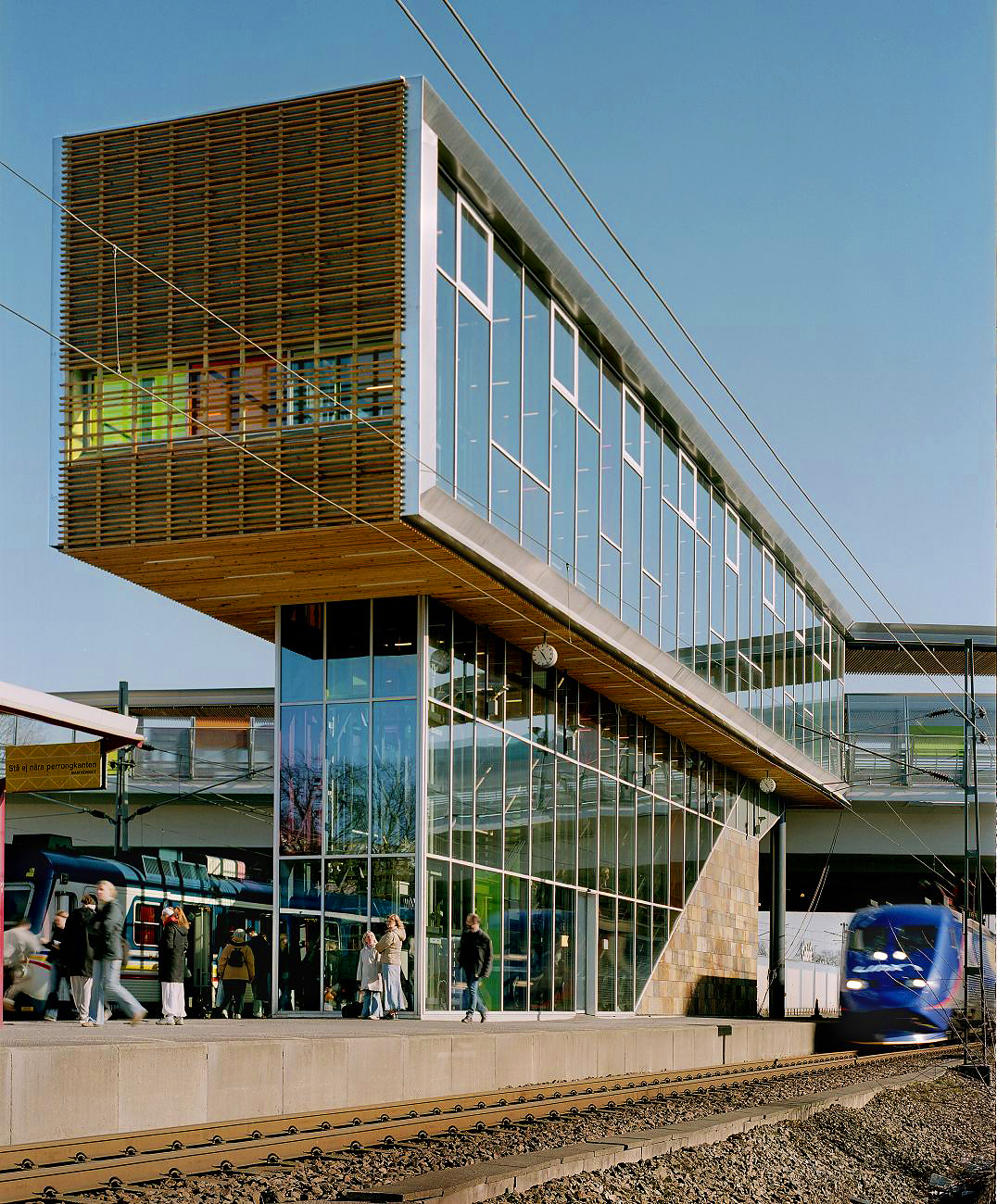
Mölndal station
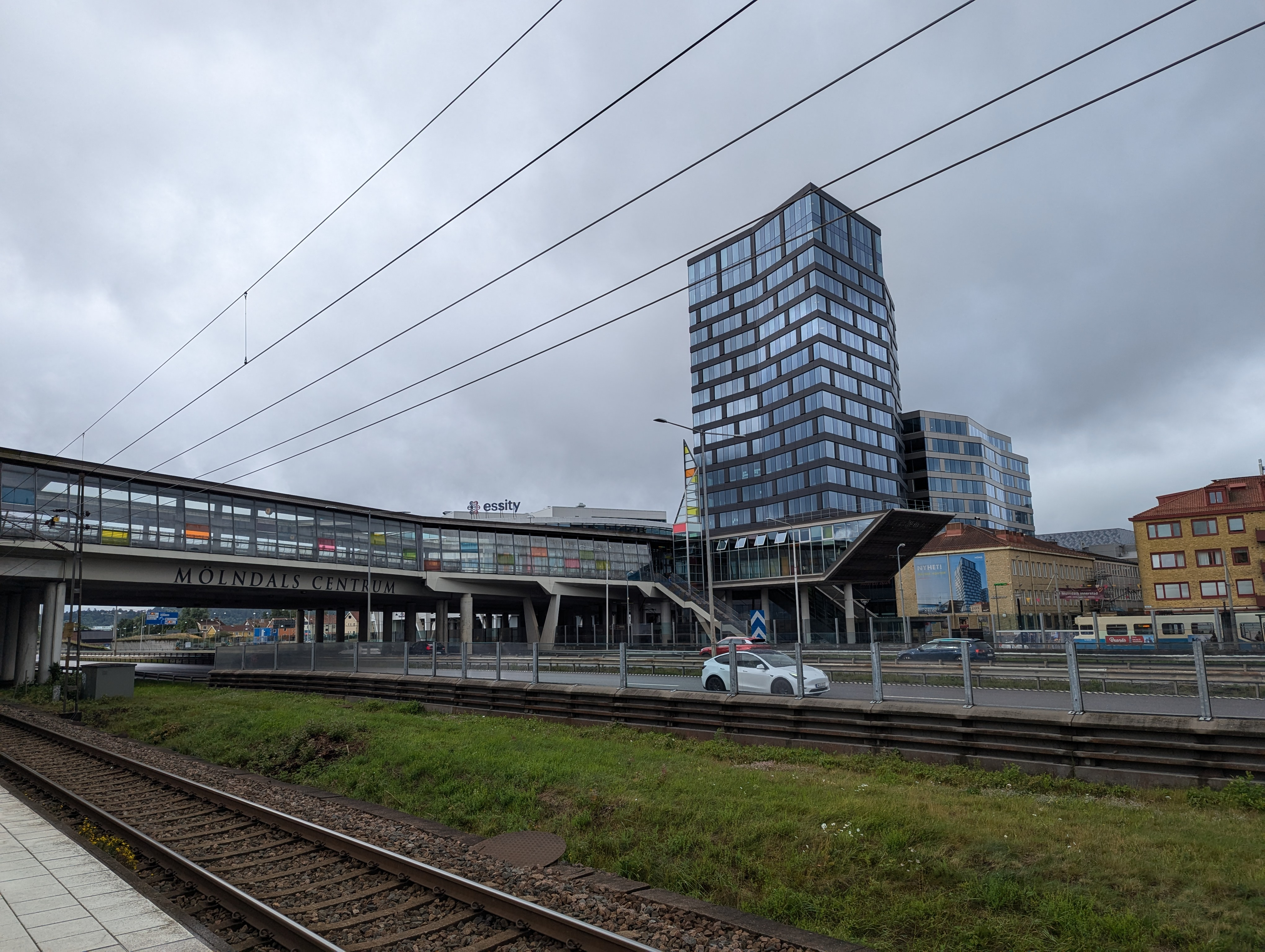
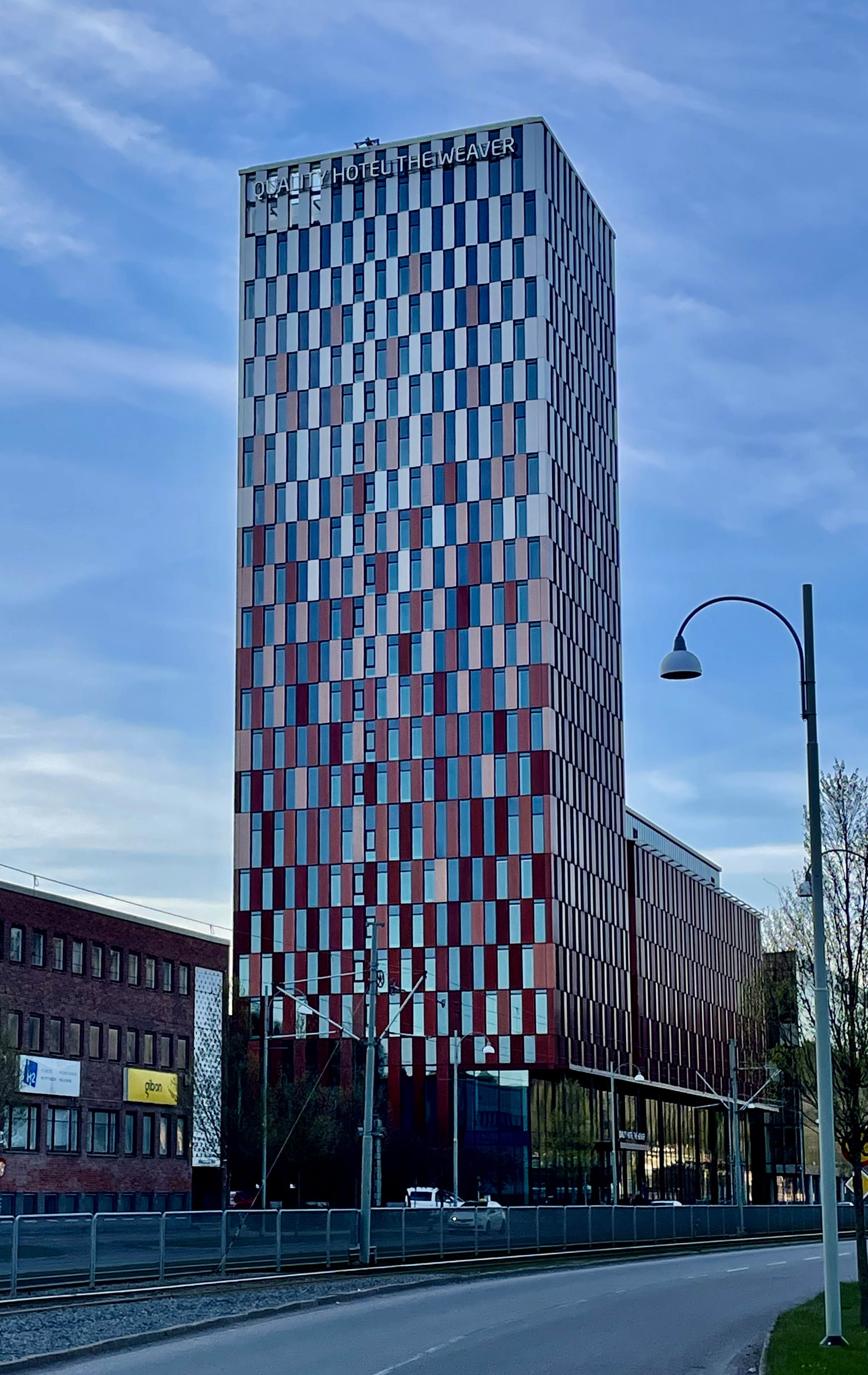
Hotel The Weaver

## Kommunikationer
Västtrafik har utöver alla busslinjer också två spårvagnslinjer till Mölndal och Knutpunkt Mölndalsbro - linje 4 och linje 2 (enda spårvagnslinjerna som går utanför Göteborgs kommun), som mot norr går vidare mot Angered respektive Botaniska Trädgården och Axel Dahlströms Torg. Under många år upprätthölls linjetrafik även av Mölndalsbussarna.
Nuvarande Öresundstågs- och  pendeltågsstationen vid Knutpunkt Mölndalsbro hette tidigare Fässberg järnvägsstation eller Mölndals nedre. Järnvägsstationen Mölndals övre låg vid nuvarande regionaltågsbanan mot Borås.

## Idrottsföreningar på elitnivå från Mölndal
- Division 1 Mellersta Götaland: Jitex BK
- Basketligan dam: Kvarnby BBK
- Allsvenskan: Mölndal Bandy
- Innebandy: Mölndals IBF[13]
- Friidrott: Mölndals AIK
- Simning: Mölndals allmänna simsällskap
- Bågskytte: Lindome Bågskytteklubb
- Elitserien i tennis: Mölndals TK
- Rodd: Mölndals Roddklubb
- Segling: Rådasjöns Segelsällskap
- Dragkamp: Mölndals Dragkampklubb
- Elitserien i boule: Lindome Bouleklubb

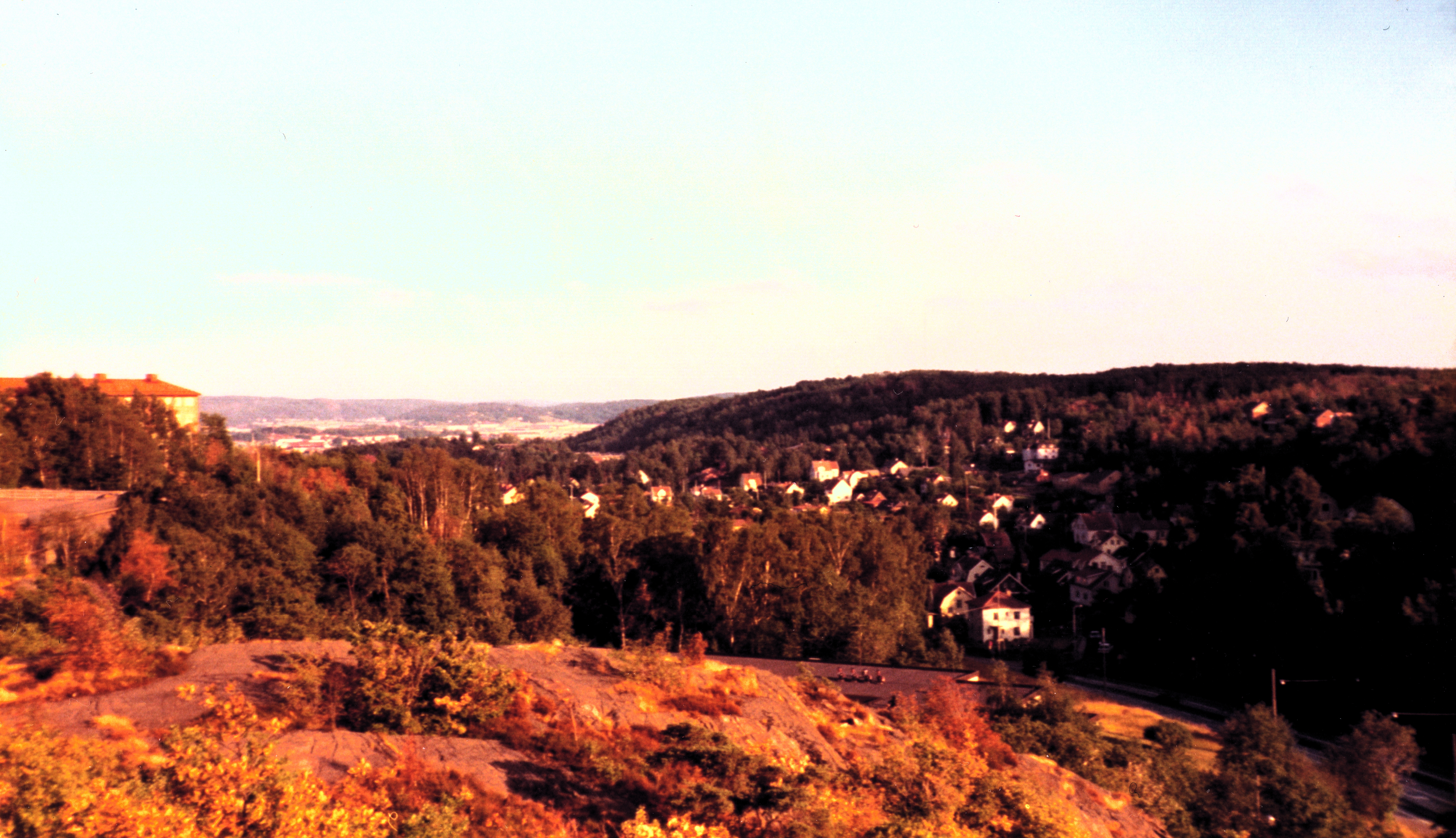
Toltorpsdalen från vattentornet i södra Guldheden 2018

- Cykel: Mölndals CK
- Motocross: MK Pionjär

## Sevärdheter i Mölndal
- Gunnebo Slott och Trädgårdar
- Krokslätts fabriker
- Mölndals Kvarnby
- Mölndals stadsmuseum
- Åbytravet
- Mölndal Galleria
- Fässbergs kyrka